# 더 크로스 (대한민국의 음악 그룹)
더 크로스(The Cross)는 대한민국의 남성 가요 그룹이며, 김혁건, 이시하으로 구성되어 있다. 1999년 실용음악학원에서 만난 김혁건과 이시하가 더 크로스를 결성하고 2001년 Mnet 뮤직페스티벌 록 솔로 부문 대상을 수상하였고 2003년 데뷔 앨범 <Melody Quus>을 발표하였다. <Don't Cry>, <당신을 위하여>, <난장이가 쏘아올린 작은 공> 등이 히트하였다. 김혁건이 탈퇴한 뒤 아마추어 가수였던 김경현을 영입, 타이틀곡 <떠나가요, 떠나지마요>, <사랑하니까>, <미친 사랑> 등 히트곡을 발표하며 활동을 하였다. 2009년 김경현이 탈퇴하였고, 워낙 <Don't Cry>가 최고 히트한 대표곡이라 2005년에 탈퇴하였던 김혁건을 2011년에 재영입하였다. 2012년 오토바이 사고로 인해 김혁건이 사지마비 장애인이 되어 팀의 활동 여부가 불투명해졌으나, 이시하와 소속사의 도움으로 김혁건은 보컬로 복귀하게 되었고, 2015년 1월 <항해> 앨범을 발매하였다. 2016년 3월 MBC 복면가왕에서 우리동네 음악대장(하현우)이 더 크로스의 데뷔곡 'Don't Cry'를 부름으로써 2003년 데뷔곡이 다시 인기를 얻었다. 그리고 2020년 2월 14일에는 투유 프로젝트 슈가맨 3에서 김혁건의 힘든 이야기를 듣고 이시하랑 함께 <Don't Cry> 등 을 부르고 이슈가 됐다.

## 방송
- 2019년 MBC 미스터리 음악쇼 복면가왕 - 우리집 재건축 완료! 아기돼지 삼형제 <참가자>
- 2020년 2월 14일 JTBC 《투유 프로젝트 - 슈가맨》 출연

## 정규 앨범
- 1집 'Melody Quus' (2003년) - "Don't Cry", "당신을 위하여", "난장이가 쏘아올린 작은 공", "이별의 간주곡"
- 2집 'Rush' (2005년) - "떠나가요, 떠나지마요", "백설공주를 사랑한 난쟁이"
- 3집 'The Cross 3rd Album' (2007년) - "시간이 지나도", "사랑하니까"

## 비정규 앨범
- 'Part 1 - Dream' (2006년)
- '눈물이야기 제 1탄 사랑하니까' (2007년)
- 'Alive The Cross' (2008년)
- 'Gift' (2009년)
- '항해' (2015년)
- '송곳' (2020년)